# Norrgölen (Ulrika socken, Östergötland, 644177-147432)
Norrgölen är en sjö i Linköpings kommun i Östergötland och ingår i Motala ströms huvudavrinningsområde.